# Ponte Corvo (Brücke)
Die Ponte Corvo, selten Ponte Corbo, ist eine römische Segmentbogenbrücke über den Bacchiglione in Padua (Italien). Die drei erhaltenen Bögen der kaiserzeitlichen Brücke führen über einen Seitenarm des Flusses und sind teilweise verschüttet bzw. zugemauert. Das Pfeilverhältnis schwankt zwischen 2,8 und 3,4 zu 1; das Verhältnis von lichter Weite zu Pfeilerstärke reicht von 4,9 bis 6,9 zu 1.
Neben der Ponte Corvo stehen in Padua noch vier weitere antike Flachbogenbrücken, die Ponte San Lorenzo, die Ponte Altinate, die Ponte Molino und die Ponte San Matteo.